# Clima d'Andorra

Mapa topogràfic d'Andorra

El clima d'Andorra està condicionat de manera molt significativa per les diferències d'altitud i de l'orientació de les valls i muntanyes. Andorra és al Pirineu axial. La seva extensió total, de només de 468 km², fa que les variacions de latitud dins del país no tinguin importància climàtica.

## Característiques del clima d'Andorra
Les valls d'Andorra formen una Y que conflueix cap al sud, les valls estan generalment orientades de nord a sud. L'altitud mitjana del territori és de 1893 m., la menor altitud és a 838 m, a Sant Julià de Lòria a la confluència del riu Runer amb el riu Valira just en el límit amb l'Alt Urgell. El cim més alt és la Coma Pedrosa que fa 2.942 m.
El clima d'Andorra pertany al domini del clima de la muntanya mitjana (que és el territori situat per sota dels 1500 m d'altitud aproximadament) i al clima d'alta muntanya situat per sobre dels 1500 m. Aproximadament aquesta divisió (entre mitja i alta muntanya) es correspon amb les zones on és possible l'agricultura cerealística, ja que a gran altitud els estius són massa frescos perquè maduri el gra.
Aquests dos tipus de climes es caracteritzen per la gran diferència entre les temperatures màximes i mínimes diàries, la durada de les temperatures hivernals (temperatures mitjanes per sota dels 10 °C que abasten des de 7 mesos a tot l'any) i per la presència de la neu que per sobre dels 2.200 m cobreix el sòl la major part de l'any.
S'ha de destacar que a Andorra el clima té influències mediterrànies cosa que, entre altres coses, fa que la insolació total anual sigui elevada. A La Solana d'Andorra (estació del Pas de la Casa, per exemple) les influències predominants són atlàntiques i per això les precipitacions allà són més intenses i més segures.
Al Principat d'Andorra els mesos d'estiu estan a tot el país per sota dels 20 °C de temperatura mitjana, per tant els estius es qualifiquen de temperats (a les valls inferiors) a freds (a l'alta muntanya per sobre dels 2.200 m no arriben als 10 °C de mitjana). Tots els mesos d'hivern a l'alta muntanya tenen temperatures mitjanes negatives, però resulten encara positives a la muntanya mitjana (tanmateix la mitjana de les mínimes en aquest lloc també és negativa).

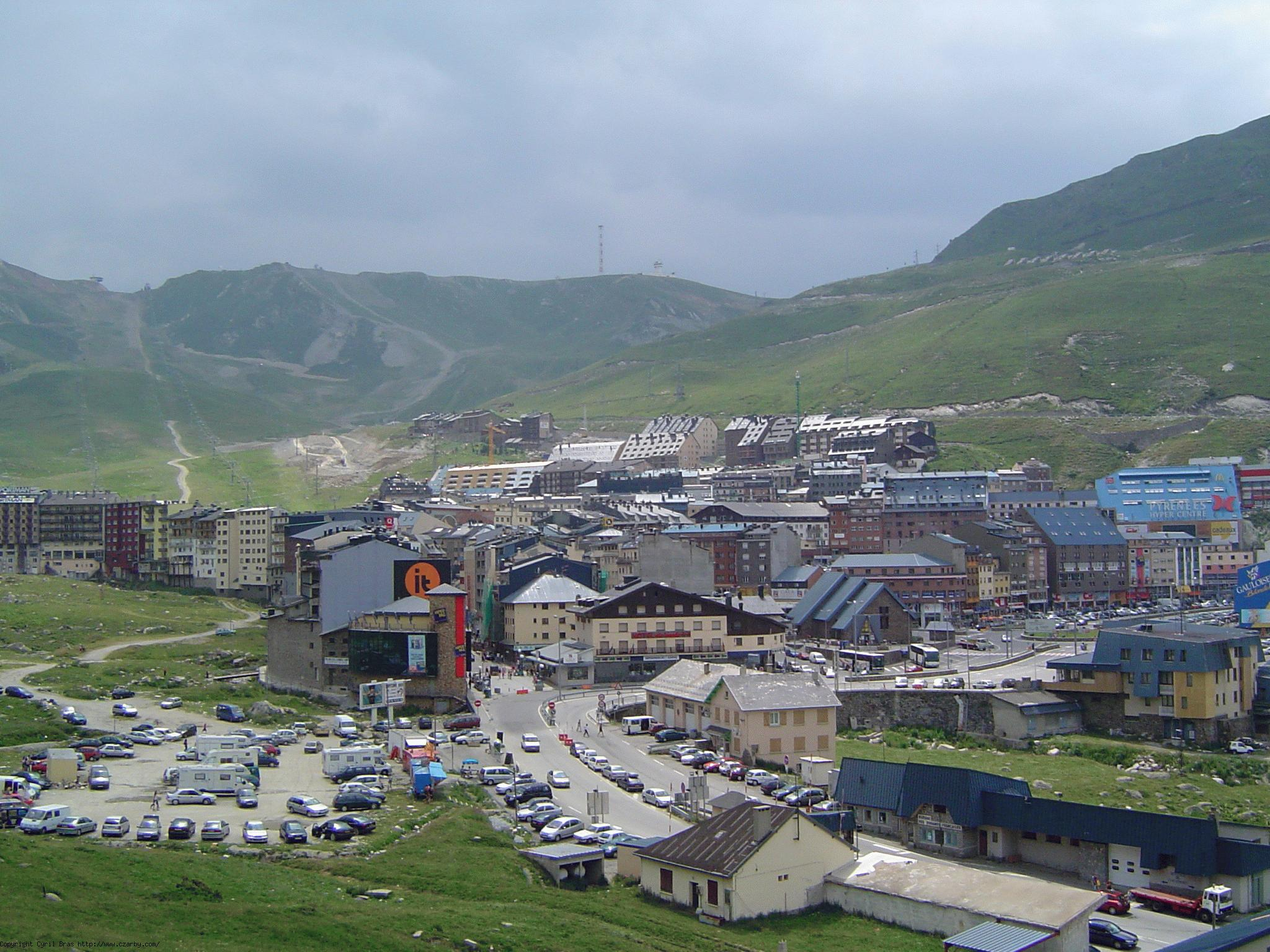
El Pas de la Casa és la població andorrana més freda i amb més neu

La humitat relativa és baixa cosa que fa que el fred se suporti millor i que, normalment, no hi hagi temperatures xafogoses a l'estiu.
L'estiu és l'estació més plujosa, però hi ha un lleuger dèficit respecte a l'evapotranspiració i, per tant, hi ha una relativa secada, la tardor segueix en precipitacions, després ve la primavera i finalment l'hivern. L'alta muntanya està nevada des de novembre fins a abril i els cims més alts mantenen la neu fins a juliol.

## Estacions meteorològiques andorranes
Hi ha tres sèries de registres termopluviomètrics prou llargs (més de tres dècades continuades) per a poder ser tingudes en compte en climatologia:
- Les Escaldes a 1140 m d'altitud, a una vall estreta encarada al sud al costat d'Andorra la Vella.
- Ransol a 1640 m
- Pas de la Casa a 2.200 m en la vessant atlàntica (nord) del Pirineu que correspon a la vegetació de prat alpí. La temperatura mitjana anual és de 2 °C.

| Mesos                        | gen | feb | mar | abr | mai  | jun  | jul  | ago  | set  | oct | nov | des | Anual |
| Temperatures mitjanes (ºС)   | 1,2 | 2,3 | 5,7 | 8,1 | 11,4 | 15,1 | 17,8 | 17,8 | 14,6 | 9,7 | 5,2 | 2,5 | 9,3   |
| Precipitacions mitjanes (mm) | 44  | 42  | 62  | 64  | 89   | 99   | 86   | 97   | 93   | 73  | 65  | 65  | 879   |
| ---------------------------- | --- | --- | --- | --- | ---- | ---- | ---- | ---- | ---- | --- | --- | --- | ----- |

| Mesos                        | gen  | feb  | mar | abr | mai | jun  | jul  | ago  | set  | oct | nov | des  | Anual |
| Temperatures mitjanes (ºС)   | -2,1 | -1,1 | 1,5 | 3.7 | 7,1 | 10,9 | 13,3 | 13,3 | 10,7 | 6,2 | 1,8 | -1,1 | 5,35  |
| Precipitacions mitjanes (mm) | 61   | 62   | 74  | 82  | 105 | 112  | 85   | 108  | 104  | 88  | 82  | 88   | 1051  |
| ---------------------------- | ---- | ---- | --- | --- | --- | ---- | ---- | ---- | ---- | --- | --- | ---- | ----- |

El servei meteorològic andorrà compta amb 17 estacions meteorològiques, d'aquestes funcionen només a l'hivern: Pal, Arcalís, Arinsal, Grau Roig, Soldeu i Pas de la Casa i estan en funcionament tot l'any: FEDA (Central d'Andorra), Engolasters, Ransol, Roc Sant Pere, Envalira Salines La Comella Arcalís SAIH Bordes de Setúria SAIH Grau Roig SAIH i Sant Julià de Lòria.